# Bocka
Bocka ist eine Gemeinde im Landkreis Greiz in Thüringen. Sie liegt etwa neun Kilometer nordwestlich von Weida und ist Mitglied der Verwaltungsgemeinschaft Münchenbernsdorf.

## Geografie
Angrenzende Gemeinden sind Harth-Pöllnitz, Hundhaupten, die Stadt Münchenbernsdorf und Zedlitz.
Die Gemeinde Bocka besteht aus den Ortslagen Großbocka und Kleinbocka.

## Geschichte
Großbocka wurde am 24. September 1267 erstmals urkundlich genannt, Kleinbocka im Jahr 1351.
Am 1. Juli 1950 entstand die Gemeinde Bocka durch den Zusammenschluss der damaligen Gemeinden Großbocka und Kleinbocka.

### Einwohnerentwicklung
Entwicklung der Einwohnerzahl (31. Dezember):
| - 1994: 366 - 1995: 418 - 1996: 470 - 1997: 513 - 1998: 551 - 1999: 573 | - 2000: 562 - 2001: 563 - 2002: 570 - 2003: 566 - 2004: 556 - 2005: 545 | - 2006: 536 - 2007: 520 - 2008: 514 - 2009: 510 - 2010: 504 - 2011: 462 | - 2012: 451 - 2013: 456 - 2014: 459 - 2015: 454 - 2016: 450 - 2017: 448 | - 2018: 443 - 2019: 443 - 2020: 455 - 2021: 471 - 2022: 464 - 2023: 469 |

 Datenquelle: Thüringer Landesamt für Statistik

## Wirtschaft und Infrastruktur

### Wasserver- und Abwasserentsorgung
Die Gemeinde Bocka ist Mitglied im Zweckverband Wasser / Abwasser Mittleres Elstertal. Dieser übernimmt für die Gemeinde die Trinkwasserversorgung und Abwasserentsorgung.

## Sehenswertes
Wenige hundert Meter südlich der Ortslage von Kleinbocka, unmittelbar neben der B 2 erhebt sich ein A-Turm, nicht nur schlechthin ein Sendegebäude der ehemaligen DDR, konkret, die ehemalige Bezirksrichtfunkzentrale Gera im Richtfunknetz der Partei (SED). Er wurde bereits in der zweiten Hälfte der 1950er Jahre errichtet und sicherte die Richtfunkverbindungen zum Zentralkomitee der Partei in Berlin und zur Bezirks- und zu den Kreisleitungen der Partei im Bezirk Gera. Parallel dazu wurden Verbindungen zu Sonderobjekten der NVA vorbereitet und organisiert. Im Netz wurden Fernsprech- und Fernschreibverbindungen betrieben.